# René Arcos
Pour les articles homonymes, voir Arcos.
René Arcos  (Clichy, 16 septembre 1881 - Neuilly-sur-Seine, 16 juillet 1959) est un poète et écrivain français associé au groupe de l'Abbaye.

## Biographie
Arcos collabore à La Vie (dès décembre 1904), revue fondée par Jean Valmy-Baysse, dans laquelle on trouve déjà Charles Vildrac et Alexandre Mercereau
Il rencontre Georges Duhamel, en 1906, avec lequel il participe à l'expérience de « l'Abbaye de Créteil ». L'Abbaye, villa en bord de Marne ouverte aux artistes, cesse ses activités dès 1908. René Arcos s'installe alors à Paris. Il donne  aussi des conférences sur la poésie à travers toute l'Europe.

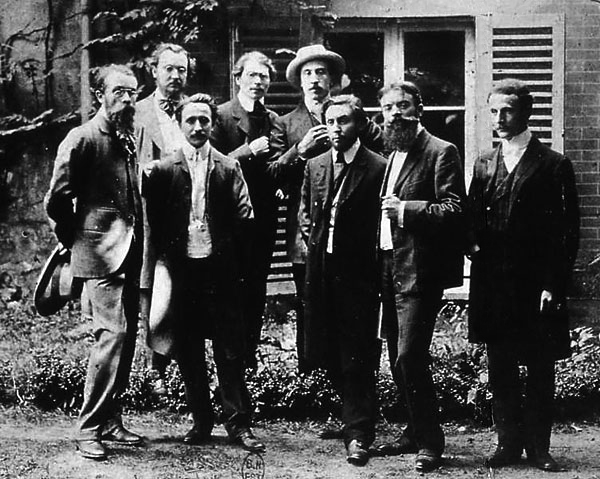
Les premiers membres de l’Abbaye de Créteil en 1907. Au premier plan en partant de la gauche : Charles Vildrac, René Arcos, Albert Gleizes, Henri-Martin Barzun, Alexandre Mercereau ; au second plan : Georges Duhamel, Berthold Mahn, Jacques d'Otémar (cliché Dornac).

Réformé, il est le correspondant de guerre du journal américain Chicago Daily News durant la Première Guerre mondiale. Il fonde en 1918 les Éditions du Sablier à Genève avec Frans Masereel, puis participe avec Romain Rolland à la fondation de la revue Europe dont il reste le rédacteur en chef jusqu'en 1929.
Une rue porte son nom à Créteil.

## Œuvres
- L’Âme essentielle, Maison des Poètes, 1903
- La Tragédie des espaces, L'Abbaye, 1906
- L'Ile perdue, Mercure de France, 1913
- Le Mal 1914-1917, Éditions d'Action Sociale, 1918
- Le Bien Commun. Récits, Éditions du Sablier, 1919
- Le Sang des Autres, Éditions du Sablier, 1919
  - On y trouve le poème "Tout n’est peut être pas perdu"
- Pays du soir, Éditions du Sablier, 1920
- Caserne, Rieder, 1921
- Autrui, Rieder, 1926
- Médard de Paris (gravures de Frans Masereel), Rieder, 1928
- De source, Éditions du Sablier, 1948
- Romain Rolland, Mercure de France, 1950